# Madecocercus
Madecocercus is een geslacht van haften (Ephemeroptera) uit de familie Caenidae.

## Soorten
Het geslacht Madecocercus omvat de volgende soorten:
- Madecocercus bibulus
- Madecocercus tauroides